# ديتر دكلفر
ديتر دكلفر (17 أغسطس 1979 في بلجيكا - ) هو لاعب كرة قدم بلجيكي في مركز الهجوم. شارك مع منتخب بلجيكا لكرة القدم. أما مع النوادي، فقد لعب مع سيركل بروج ونادي بروكسل ونادي فيسترلو ولوميل يونايتد وK.F.C. Lommel S.K. ‏.

## روابط خارجية
- ديتر دكلفر على موقع قاعدة بيانات كرة القدم.إي يو (الإنجليزية)
- ديتر دكلفر على موقع Soccerway.com (الإنجليزية)
- ديتر دكلفر على موقع عالم كرة القدم.نت (الإنجليزية)